# Cessna 185
O Cessna 185, também conhecido como Skywagon, é um avião de seis assentos, monomotor, fabricado pela empresa americana Cessna. Seu primeiro voo como protótipo foi em Julho de 1960, com o primeiro modelo a ser produzido finalizado em Março de 1961. O Cessna 185 é uma aeronave de asa alta com trem de pouso convencional não retrátil e bequilha. Mais de 4.400 unidades foram construídas, encerrando-se a produção em 1985. Quando a Cessna relançou alguns de seus modelos mais populares nos anos 1990, o Cessna 180 e o 185 foram deixados para livros de história e não foi relançado.

## Design
A aeronave é basicamente um Cessna 180 com uma fuselagem reforçada. A principal diferença entre essas duas aeronaves é o estabilizador vertical maior no 185 e o motor de 300 hp (224 kW) Continental Motors IO-520-D em relação ao de 230 hp (172 kW) Continental Motors O-470-S instalado nos Cessna 180. A exceção foi de que o motor Continental Motors IO-470-F de 260 hp (194 kW) foi inicialmente colocado nas versões produzidas até 1966. O modelo mais novo, Skywagon II, possuía um pacote de aviônicos de fábrica.

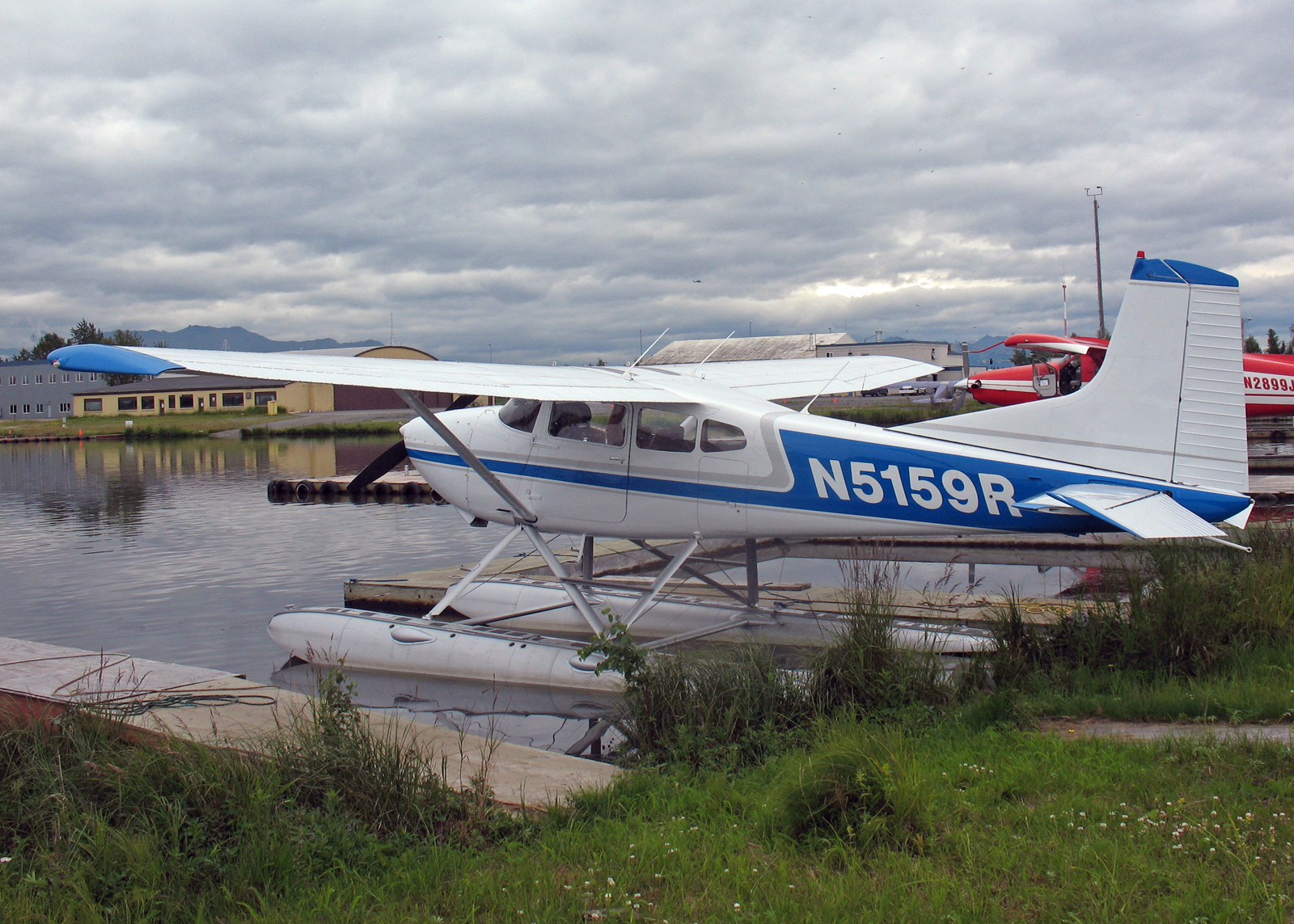
Cessna A185F em sua versão de hidroavião de 1976

O Skywagon pode também vir instalado com flutuadores (hidroavião), anfíbio, ou skis. A versão AGcarryall do 185 adiciona um tanque para químicos com capacidade de 572 L e barras de pulverização removíveis para voos agrícolas. É possível também instalar um compartimento de carga sob a fuselagem que pode carregar mais 136 kg (300 lb).
O 180 e o 185 são frequentemente utilizados para bush flying, transporte comercial de passageiros e cargas para campos de pouso remotos e lugares acessíveis apenas por hidroaviões e aviões com skis, especialmente no Canadá e no Alaska.
O designador ICAO, como utilizado no plano de voo para o Cessna 185 é C185.